# Campylocheta inclinata
Campylocheta inclinata là một loài ruồi trong họ Tachinidae.